# Yanez (strzelec)
Yanez – argentyński strzelec. Wicemistrz świata z 1913 roku w konkurencji karabinu wojskowego leżąc (300 m).